# Cirripectes quagga
Cirripectes quagga är en fiskart som först beskrevs av Fowler och Ball 1924.  Cirripectes quagga ingår i släktet Cirripectes och familjen Blenniidae. Inga underarter finns listade i Catalogue of Life.